# 법령
법령(法令)은 법률과 명령을 아울러 가리키는 용어이다.